# Шасгаген
Шасгаген (нім. Schashagen) — громада в Німеччині, розташована в землі Шлезвіг-Гольштейн. Входить до складу району Східний Гольштейн. Складова частина об'єднання громад Остгольштайн-Мітте.
Площа — 41,46 км2. Населення становить 2083 ос. (станом на 31 грудня 2020).

## Галерея

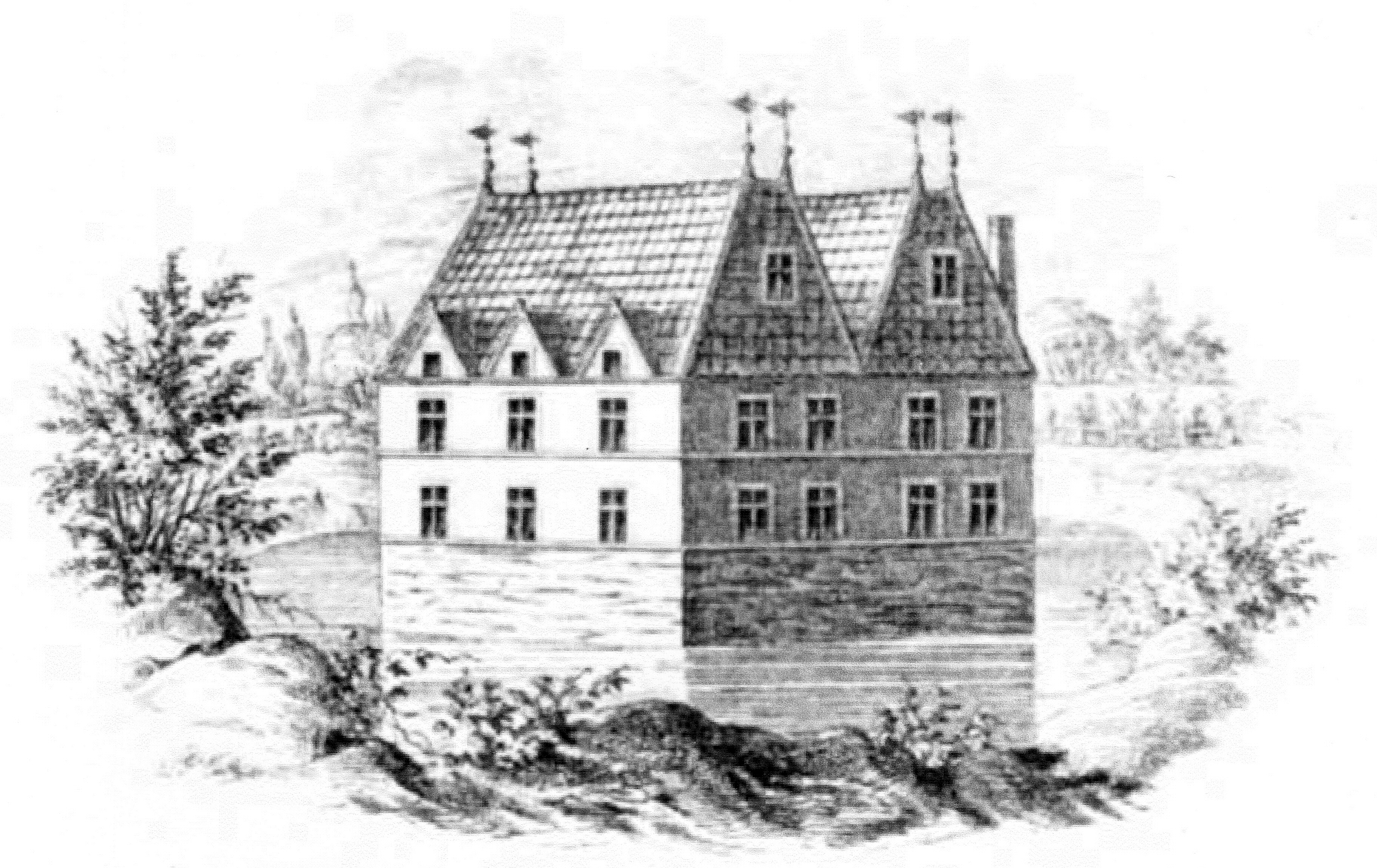
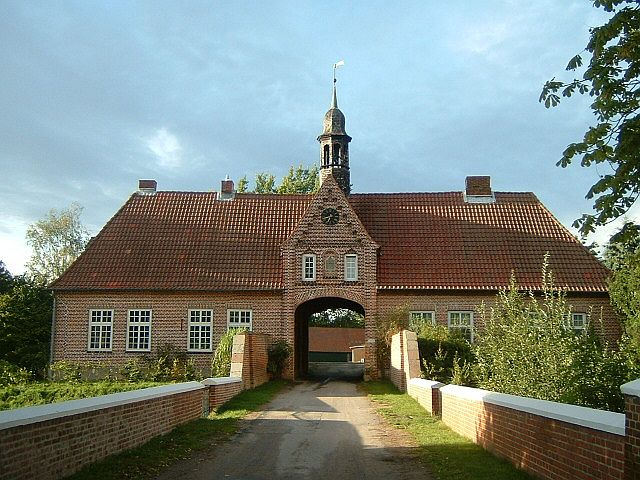